# Bobingen
Bobingen (pronunciación en alemán: /ˈboːbɪŋən/ⓘ) es un municipio alemán, ubicado en el distrito de Augsburgo en la región administrativa de Suabia, en el Estado federado de Baviera. 
Se encuentra a orillas de los ríos Wertach y Singold, a unos 13 km al sur de Augsburgo.